# 萨尔达尼亚
萨尔达尼亚，是西班牙卡斯蒂利亚-莱昂帕伦西亚省的一个市镇。 总面积132平方公里，总人口3183人（2001年），人口密度24人/平方公里。